# Українська спілка образотворчих мистців Канади
Українська спілка образотворчих мистців Канади (УСОМ Канади) — заснована в Торонті 1956 року.
Спілка гуртує мистців українського походження різних напрямків та поколінь, влаштовує виставки та імпрези, видає каталоги виставок, плакати і популяризує українське мистецтво.
Спілка відіграла вагому роль у створенні і збереженні українського мистецького середовища в Канаді, особливо в Торонті.

## Історія створення
Коли наприкінці 1940-х і на початку 1950-х до Канади почали приїжджати українські митці, вони разом з іншими діячами української культури створили 1952 року Літературно-мистецький клуб у Торонто. Образотворча секція цього клубу, очолювана митцем Михайлом Дмитренком, гуртувала митців і була дуже активною.
Після успішної «Першої Зустрічі Українських Мистців Канади й Америки з Громадянством» 1954 року в Торонто, образотворчі митці в Торонто вирішили створити окрему організацію під назвою «Спілка Українських Образотворчих Мистців» (УСОМ). Задум постав наприкінці 1955 року, а вже 1956 року УСОМ розпочала свою діяльність.
Основоположниками Української Спілки Образотворчих Мистців у Канаді (УСОМ) були Михайло Дмитренко, Богдан Стебельський та Іван Кейван.
Першим головою УСОМ обрано Михайла Дмитренка. Метою Спілки було поширити діяльність та об'єднати всіх українських професійних митців у Канаді, дбати про розвиток українського мистецтва в цій країні, організувати збірні та індивідуальні виставки, влаштовувати імпрези на мистецькі теми і публікувати праці з ділянки мистецтвознавства.
Перша Виставка УСОМ відбулася 14-27 грудня 1957 році в залі Українського Дому в Торонто. У ній взяло участь 18 митців-українців із Торонто, Ст. Кетринс, Монреалю, Вінніпегу та Едмонтону.
Після від'їзду Михайла Дмитренка в 1957 році до Віндзору, а пізніше до Детройту, головою УСОМ став його заступник д-р Богдан Стебельський, котрий був головою УСОМ до 1973 року з однією перервою, коли одну каденцію очолював Спілку мистець-графік Іван Кейван із Едмонтону. Потім головами були Омелян Теліжин (1973—1974), Мирон Левицький (1974—1984), д-р Ірена Шумська-Мороз (1985—1994), Андрій Бабич (1994—2002), Богдан Головацький (2002—2007), а від 2007 року — Олег Лесюк.

## Видавнича діяльність
Крім виставок і видання каталогів, спілка видавала праці про відомих українських мистців. Під егідою УСОМ в 1957 році вийшла книжка-монографія Івана Кейвана про Володимира Січинського. Монографія про Степана Стеціва із вступною статтею Богдана Стебельського і біографією мистця Івана Кейвана — 1984 року. А в 1985 році УСОМ видала монографію про відомого маляра, графіка та іконописця і колишнього голову УСОМ Мирона Левицького, яку опрацювала Дарія Даревич. Автори статей у всіх трьох монографіях — члени УСОМ.
Бюлетень УСОМ виходив у 1999—2007. З'явилося вісім чисел, де подано новини з діяльности УСОМ та її членів. Редактором усіх чисел Бюлетню була мисткиня Ірма Осадца.
2008 року започатковано скромніше, але кольорове видання, під назвою Мистецькі новинки, яке редаґує і розсилає до членів здебільшого електронною поштою мисткиня Марія Антонів.

## Неформальні зустрічі
З грудня 1998, майже щороку УСОМ влаштовувала передріздвяні або Андріївські вечори і товариські зустрічі для членів та приятелів. У 2004 році відбувся вечір пам'яти Олександра Архипенка. Успішні вечори гумору «Гуморина» відбулися в 2010 і 2011.

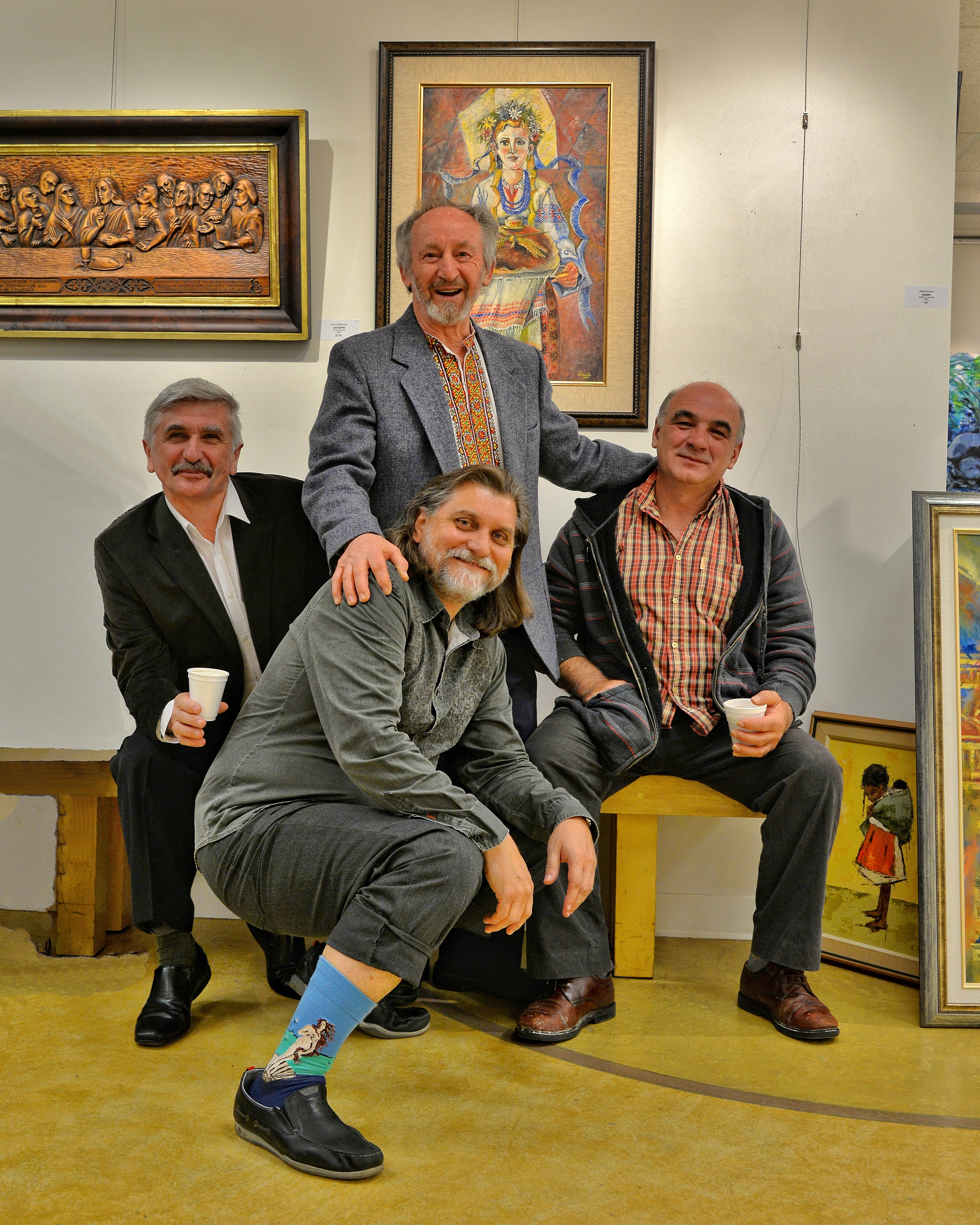
Члени УСОМ Канади Іван Лазірко, Павло Лопата (стоїть), Роман Зузук та голова УСОМ Канади Олег Лесюк (присів) на виставці, присвяченій 60-літтю УСОМ у галереї Канадсько-української мистецької фундації (КУМФ) у Торонто

## Партнерство
В травні 2011 УСОМ стала асоційованим членом в CARFAC Ontario (Canadian Artists Representation / Le front des artistes canadien).
УСОМ є членом Відділу Конґресу Українців Канади в Торонті.

## Сучасний стан
Станом на 2017 рік Спілка нараховує 45 мистців різного віку, різних напрямків і зацікавлень та одного члена-історика мистецтва. Переважають члени з Торонта та околиць (40).

## Члени
Від початку свого заснування впродовж 60 років активними членами та учасниками виставок продовжують бути Галина Новаківська, Ірена Шумська-Мороз, Ліда Палій та Ірена Носик.